# Дело об убийстве в питомнике
«Дело об убийстве в питомнике» (англ. The Kennel Murder Case) — американский детективный фильм режиссёра Майкла Кёртиса, который вышел на экраны в 1933 году.
Фильм поставлен по одноимённому роману С. С. Ван Дайна 1933 года. Роль главного героя, аристократического детектива Фило Вэнса сыграл Уильям Пауэлл, который ранее уже играл эту роль в трёх фильмах студии Paramount Pictures в 1929—1930 годах.
В этом фильме Фило Вэнс расследует убийство богатого домовладельца и собаковода Арчера Коу (Роберт Баррат), который обнаружен мёртвым за запертой дверью в собственной спальне. У многих родственников и близких грубого, властного и алчного Арчера были основания желать его смерти. Среди них его родной брат Брисбейн (Фрэнк Конрой), которого Арчер подавлял, племянница Хильда (Мэри Астер), которую Арчер фактически лишил принадлежащих ей денег и ограничивал в личной жизни, жених Хильды, молодой аристократ и собаковод Томас Макдональд (Пол Кэвэна), собака-чемпион которого была убита накануне крупных соревнований, соседка и любовница Арчера по имени Дорис (Хелен Винсон), с которой он грубо разорвал отношения, её новый избранник и потенциальный покупатель дорогой китайской коллекции Арчера по имени Грасси (Джек Ля Ру), с которым Арчер разорвал сделку, а также секретарь Арчера (Ральф Морган), который получил грубый отказ от него, когда попросил согласия жениться на Хелен, в которую влюблён. Вскоре обнаруживается труп Брисбейна, а затем совершается покушение на Макдональда. Вэнсу в итоге удаётся размотать этот сложный клубок отношений и с помощью собаки Дорис разоблачить убийцу.
Фильм получил единодушно высокие оценки кинокритиков как образец детективного жанра с увлекательной, запутанной историей, превосходной режиссурой Кёртиса, быстрым темпом повествования и отличной игрой Уильяма Пауэлла и остального актёрского состава.

## Сюжет
В Клубе собаководства Лонг-Айленда проходит выставка собак, где в конкурсе со своими животными участвуют джентльмен и детектив-любитель Фило Вэнс (Уильям Пауэлл), богатый собаковод и коллекционер Арчер Коу (Роберт Бэррат), его молодая племянница Хильда Лейк (Мэри Астор), её возлюбленный сэр Томас Макдональд (Пол Кэвэна), соседка и любовница Арчера по имени Дорис Делафилд (Хелен Винсон) и её новый избранник Эдуардо Грасси (Джек Ля Ру). Вэнсу со своим шотландским терьером на этот раз не удаётся попасть в тройку призёров, и он уже планирует победить на очередном конкурсе в Италии. Арчер торжествует над ним победу, однако Вэнс не советует ему радоваться слишком рано, так как на следующий день ему предстоит противостоять собаке Томаса. Хильда убеждена в том, что собака Арчера завтра проиграет, и просит у него 1000 долларов, чтобы сделать ставку на собаку Томаса. Арчер не даёт Хильде денег, даже несмотря на то, что значительная часть богатства, которым управляет Арчер, принадлежит Хильде. После ухода дяди Хильда говорит Томасу, что ненавидит Арчера.
Брисбейн Коу (Фрэнк Конрой), брат Арчера, в своём кабинете берёт с полки книгу «Нераскрытые убийства», собираясь через 45 минут выехать поездом в Чикаго. Рэймонду Риду (Ральф Морган), секретарю Арчера, Брисбейн говорит, что хотел бы уехать из дома до возвращения брата. Приехавший вскоре Арчер просит дворецкого Гэмбла (Артур Хол) немедленно пригласить Брисбейна к нему для разговора. Брисбейн просит передать, что не хочет видеть брата, а Риду говорит, что не собирается быть у Арчера на побегушках. Затем Брисбейн доверительно сообщает Риду, что несколько раз слышал, как Арчер негативно говорил о влюблённости Рида в Хильду и о его желании жениться на ней.
Вечером сэр Томас вместе с Хильдой приезжает в питомник, выясняя, что клетка его собаки пуста, и вскоре собаку находят в кустах мёртвой. Томас клянётся убить того, кто это сделал. Подозревая Арчера, Томас звонит ему домой. Хильда говорит Томасу, что хотя Коу злой и жестокий человек, тем не менее, вряд ли он будет убивать собаку. Дворецкий обещает найти Арчера, после чего звонит Дорис Делафилд, которой Арчер в этот момент устраивает сцену ревности после того, как на выставке собак она была с другим. Когда Дорис прогоняет Арчера, он заявляет, что уходит от неё навсегда. Выйдя из её квартиры, Коу сталкивается с Грасси, который получил из Милана телеграмму, дающую ему полномочия приобрести китайскую коллекцию Арчера за 117 тысяч долларов. Коу заявляет, что передумал продавать коллекцию, намекая что причиной является его связь с Дорис. Это ставит Грасси в очень трудное положение, так как от этой сделки зависело его материальное положение. Он говорит, что Арчер подписал с ним контракт, на что тот отвечает, что контракт по-прежнему хранится дома в его сейфе. И этим вечером Арчер обещает уничтожить контракт, а взамен бесплатно отдаст ему Дорис. Вернувшись в свой дом, расположенный по соседству, Арчер видит, как его китайский повар Лян (Джеймс Ли) с любовью рассматривает коллекцию китайского фарфора. Чтобы создать первоклассную коллекцию, Лян всеми правдами и неправдами доставал Арчеру из Китая все эти предметы. Теперь же, услышав о том, что Арчер собирается продать коллекцию, Лян настолько расстроен, что собирается подать в отставку. Однако Арчер просто грубо выгоняет его.
Среди ночи раздаётся выстрел. Утром дворецкий Гэмбл стучится к Арчеру в спальню с завтраком на подносе, однако дверь заперта. Заглянув в замочную скважину, дворецкий видит, что Арчер мёртвый сидит в кресле напротив двери. Дворецкий зовет Рида, который занимает комнату напротив, сообщая ему, что Арчер покончил жизнь самоубийством. Рид просит вызвать полицию. Когда приезжает инспектор отдела убийств Хит (Юджин Паллетт), утренние газеты уже сообщили о самоубийстве Арчера. В этот момент Фило Вэнс садится на корабль, отплывающий в Италию, чтобы принять там участие в международной выставке собак. Услышав по радио новость о самоубийстве Арчера, Вэнс звонит окружному прокурору Маркэму (Роберт Макуэй), считая, что самоубийство для Арчера было психологически невозможно. В этот момент телефон на корабле в связи с отплытием отключают от городской линии, и Вэнс решает сойти на берег. При встрече Маркэм говорит Вэнсу, что Арчер сам пустил себе пулю в голову, так как находился в комнате, закрытой изнутри, и в руках у него обнаружен пистолет. Вэнс однако не верит в то, что человек перед самоубийством будет так сильно переживать по поводу выигрыша на выставке собак, а вчера вечером Арчер был полностью поглощён мыслями о том, как выиграть у Томаса Макдональда сегодня. Маркэм сообщает также, что прошлой ночью собаку Томаса нашли мёртвой. Маркэм и Вэнс прибывают в дом Коу, где их встречают детектив Хит и полицейские, провожая в спальню Арчера.
Полицейские взламывают запертую дверь спальни, которая заставлена предметами китайской коллекции. Гэмбл сообщает, что в руках у Арчера его пистолет, который ещё вчера вечером хранился на своём обычном месте внизу в шкафчике стола. Вэнс спрашивает, держал ли Арчер окна закрытыми, однако Рид отвечает, что тот был большим любителем свежего воздуха. Пока Вэнс осматривает замок, Маркэм опять утверждает, что Арчер сам заперся и «вышиб себе мозги». Вэнс задаётся вопросом, по какой причине человек совершает самоубийство, перед этим переодевшись из нормальной одежды в пижаму, и при этом у него один туфель наполовину снят с ноги. Вэнс убеждён, что кто-то убил Арчера, попытавшись представить его смерть как самоубийство. Появившаяся в доме Хильда также сомневается в самоубийстве дяди. На вопрос Вэнса, у кого были причины убить Арчера, она отвечает, что причины были у многих, в том числе, и у неё, потому что он не давал ей денег, ревновал по поводу каждого мужчины и вообще пугал её своим присутствием. Хильда продолжает, что практически каждый, кто общался с Арчером, ненавидел его, потому что он был безжалостен и требовал, чтобы всё подчинялось только его воле. В частности, она полагает, что многие китайцы будут рады узнать, что коллекционирование Арчера подошло к концу. Кроме того, по словам Хильды, дядя Брисбейн также ненавидел Арчера. Узнав, что Брисбейн вчера уехал в Чикаго, Хит получает подтверждение, что тот зарезервировал номер в чикагском отеле, но ещё не заселился.
Тем временем Рид в очередной раз объясняется Хильде в любви и предлагает жениться, выражая обеспокоенность, что последнее время она стала избегать его. Она отвечает, что никогда не обещала выйти за него замуж, и когда всё утихнет, она выйдет замуж за Томаса Макдональда. Когда к дому приходит Томас, чтобы поддержать Хильду, она просит его немедленно уйти, пока его не заметила полиция. Она просит его первым же кораблём отплыть в Англию, обещая присоединиться к нему позже. В этот момент Вэнс замечает Томаса, и тот говорит детективу, что так и не смог поговорить с Арчером о своей собаке, иначе «мог бы убить его».
Приезжает медицинский эксперт доктор Доремус (Этьенн Жирардо), который устанавливает, что изо рта Арчера шла кровь, а челюсть треснула от удара дубиной. При этом у отверстия от пули нет крови, а это означает, что когда пуля вошла в голову этого человека, он был уже мёртв в течение нескольких часов. Смерть же наступила от 8 до 12 часов назад, а пистолет вложили ему в руку, когда он был уже мёртв. Далее эксперт говорит, что от удара по голове Арчер мог на время потерять сознание, но не это убило его. То есть его убила и не пуля, и не дубина, а что-то другое. Продолжая осмотр, Доремус устанавливает, что следов борьбы не видно, а причиной смерти стал удар острым предметом в спину, от чего остался лишь едва заметный след, следов же крови практически нет, так как произошло внутреннее кровоизлияние. После этого Вэнс в гардеробе осматривает одежду, показывая Маркэму, что на спине куртки от пижамы нет отверстия, так что он был не в ней, когда его зарезали. Зато на его пиджаке есть отверстие, так же как и пятно крови на изнанке.
Тем временем поступает телеграмма от начальника поезда о том, что Брисбейна Коу в поезде нет. Дворецкий Гэмбл рассказывает, что лично посадил Брисбейна на такси, после чего около 6 часов вечера ушёл из дома, так как вчера у всех слуг после ужина было свободное время. Перед отъездом Брисбейн был расстроен и раздражён. Он взял с собой свою любимую трость с набалдашником из слоновой кости. Вэнс замечает в прихожей именно такую трость, и Гэмбл подтверждает, что это трость Брисбейна. Затем по просьбе Вэнса полиция обнаруживает в камере хранения на вокзале чемодан Брисбейна, который был сдан незадолго до отправления поезда. Среди вещей Брисбейна Вэнс обнаруживает книгу «Нераскрытые убийства», находя в ней инструкцию, как с помощью верёвки и несложного механизма можно закрыть дверь на задвижку снаружи. Показав книгу Маркэму и Хиту, Вэнс излагает свою версию убийства: Брисбейн сделал вид, что едет в Чикаго в ночь, зная, что Арчер будет в доме один. Он сознательно не сел на поезд, сдал вещи в камеру хранения и вернулся в дом, чтобы убить брата. Чтобы подкрепить своё алиби, он, вероятно, отправился в Чикаго более поздним поездом. Вэнс направляется проверить, где пальто и шляпа Брисбейна, и когда он открывает шкаф, оттуда вываливается труп Брисбейна.
Медэксперт устанавливает, что Брисбейн умер вскоре после Арчера, и он также убит кинжалом. Вэнс находит у Брисбейна, верёвочки с крючками, с помощью которых можно открыть закрытую на задвижку дверь. Вэнс говорит, что Брисбейн хорошо продумал преступление, однако что-то пошло не так. Он показывает Маркэму и Хиту, как Брисбейн открыл задвижку двери с внешней стороны с помощью верёвки и крючка. Вэнс предполагает, что сразу двое людей планировали убийство Арчера, и их пути пересеклись. Первым был Брисбейн, а кто был вторым, пока не известно. После этого Вэнс извлекает из коробки в комнате Арчера кочергу, которая идеально соответствует следу от раны на голове, и на ней есть засохшая кровь. Выясняется, что этой кочерги утром здесь не было, и вообще она из библиотеки с первого этажа.
Тем временем скотч-терьер Вэнса наводит его на тяжело раненую собаку породы доберман в комнате внизу. Вэнс объясняет, что на кочерге шерсть этой собаки. Выяснив у Гэмбла, что доберман принадлежит Дорис, Вэнс и Хит направляются к ней в дом напротив. Дорис утверждает, что её доберман Фигаро вчера вечером убежал из дома, и она уже сообщила об этом в полицию. В это время раздаётся звонок из пароходной компании, и снявший трубку Хит выясняет, что Дорис и Грасси заказали билеты на пароход до Европы, после чего отменяет их заказ. Затем Маркэм приглашает Грасси в участок, чтобы получить его отпечатки пальцев. Когда наконец получены отпечатки пальцев всех, кто проходит по делу, полиция устанавливает, что на ручке кочерги есть только отпечатки Ляна.
В поисках кинжала Вэнс осматривает библиотеку с китайской коллекцией, обнаруживая футляр для помады с гравировкой «Хильда Лейк», которую прячет в карман. На полу под ковром он находит осколок фарфоровой вазы, выясняя, что пропала самая ценная ваза Кинга, от которой остался только осколок со следами крови. Вэнс приходит к заключению, что убийство произошло в этой комнате. Вэнс выясняет у Рида, что вчера вечером ваза была на месте, когда тот зашёл к Арчеру поговорить о своём увольнении. Когда он попытался получить согласие Арчера жениться на мисс Лейк, тот приказал Риду убираться. После этого Рид, по его словам, отправился в клуб собаководов, где рассчитывал найти Хильду. Однако по дороге остановился выпить и опоздал, так она уже ушла с Томасом. Потом Рид вернулся домой и сразу лёг спать. Дома он ничего не заметил, лишь когда уже был в постели, слышал шум внизу. Рид открыл дверь и увидел входящего в дом Ляна. Вэнс просит Маркэма проверить это алиби в питомнике, а также отпечатки пальцев на осколке.
Затем Вэнс через кухню проходит в комнату Ляна, который, как выяснил Вэнс, не просто повар. Он закончил Колумбийский университет, а Арчер нанял его как эксперта по китайскому фарфору. Вэнс смотрит, как Лян склеивает вазу Кинга. Тот говорит, что нашёл её осколки в ведре для мусора в библиотеке. Следы крови есть и на дне вазы. Вэнс предполагает, что убийца бросил кинжал в вазу, чтобы спрятать его, но случайно разбил вазу. Лян нашёл эти осколки утром, так как вернулся домой после полуночи. Далее Лян рассказывает, что вчера вечером в 8 часов из своей комнаты слышал злую перепалку в библиотеке, а затем звук, как будто кто-то упал. Когда шум стих, он зашёл в библиотеку, где вся мебель была перевернута, на столе был беспорядок, ваза разбита и кочерга была там. Лян поднялся наверх и заглянул в замочную скважину спальни Арчера, увидев, что тот мёртв. Опасаясь, что его могут заподозрить, Лян вернулся в библиотеку, подобрал кусочки вазы и кочергу, которые взял в свою комнату. Так как в тот момент Лян был единственным человеком в доме помимо Арчера, чтобы его не заподозрили в убийстве, он ушёл, а, вернувшись в половине первого ночи, поднял шум, чтобы обеспечить себе алиби.
В этот момент появляется криминалист, заявляющий, что на осколке вазы найдены отпечатки Грасси. Зайдя к Дорис, Вэнс и полицейские сверяют обувь Грасси со следами у дома, устанавливая, что они совпадают. Затем ему показывают телеграмму из Милана о переводе ему 117 тысяч долларов, которую нашли в кармане у Арчера. Грасси объясняет, что в течение нескольких недель вёл с Арчером переговоры о продаже его китайской коллекции миланскому музею. Когда они, наконец, договорились о цене, Грасси сообщил об этом в музей. Однако прошлым вечером Арчер отказался от договора, после того как увидел Грасси с Дорис. Грасси говорит, что просто наблюдал за Арчеом через окно, однако не может объяснить, как на разбитой вазе оказались его отпечатки пальцев, после чего полиция его задерживает. Вэнс говорит Маркэму, что не может понять, зачем Грасси убивать Брисбейна, и, кроме того, нельзя забывать о добермане.
Вернувшись в дом Коу, Вэнс сообщает Гэмблу, что его отпечатки пальцев совпали с отпечатками известного преступника по имени Атлантический Эдди. В ответ Гэмбл уверяет, что уже пять лет как отошёл от дел. Вскоре к Вэнсу заходит Дорис, заявляя, что это она убила Арчера. Она рассказывает, что её доберман Фигаро пришёл в этот дом, следуя за Дорис, и Арчер ударил его. Затем, по словам Дорис, она убила Арчера в его спальне. Когда Вэнс предъявляет ей футляр для помады, она утверждает, что пока боролась с Арчером, помада выпала из её сумочки. Быстро поняв, что Дорис говорит неправду, Вэнс заявляет, что в ней говорит исключительно любовь к Грасси. В этот момент через окно из дома напротив доносятся крики о помощи, и кто-то стулом разбивает окно. Подбежавшие полицейские видят, как по лестнице скатывается сэр Томас, которого пытались зарезать тем же кинжалом, которым убили Арчера и Брисбейна. Сам кинжал и ножны обнаружили под кроватью, однако отпечатки на кинжале никому не подходят. Томас говорит, что в темноте не видел, кто на него напал. Когда он встал с постели, кто-то бросил в него стул, но промахнулся. Когда он побежал к двери, то почувствовал резкую боль в руке и потерял сознание. Выглянув в окно и увидев окна комнаты Арчера, Вэнс предполагает, что убийца Арчера вышел из этого здания, возможно, из этой комнаты. Вэнс заявляет, что наконец у него сложилась вся картина произошедшего.
По просьбе Вэнса полиция собирает всех, связанных с этим делом, в одной комнате. Первым делом Вэнс демонстрирует макет двух соседних зданий. В здании напротив дома Коу расположена квартира Томаса Макдональда с видом на комнату Арчера. Под Макдональдом расположена квартира Дорис и её гостя Грасси. Там есть лестница, которая ведёт к заднему выходу, с которой есть короткий путь через двор в дом Коу. Вчера вечером, где-то между 19:30 и 20:00 Арчер сидел в одиночестве в своей комнате. В этот вечер слуг в доме не было. Убийца знал это, он прошёл в дом через заднюю дверь, однако забыл её закрыть, и доберман смог проскочить внутрь вслед за ним. Тем временем убийца прошёл по коридору к библиотеке, абсолютно уверенный, что Арчер там один. Арчер заметил убийцу, и началась суровая драка. Арчер ударил убийцу, и когда тот упал, он схватил кочергу, которая попалась ему под руку, и ударил Арчера по голове. Арчер упал на свой стол, и его рука потянулась в ящик стола за пистолетом. Затем в ярости убийца схватил китайский кинжал и ударил им Арчера в спину, после чего тот упал на пол. Тем временем, привлечённый шумом борьбы, к библиотеке приближался доберман. Открыв дверь, чтобы бежать, убийца увидел надвигающегося на него добермана. Он снова схватил кочергу, после чего собака инстинктивно прыгнула на убийцу. Он сильно ударил её кочергой, и собака упала. Затем убийца попытался спрятать кинжал в китайской вазе, но разбил её. Он снова взял кинжал и вышел тем же путём, что и зашёл. Тем временем Арчер постепенно пришёл в себя. По словам доктора, Арчер умер от внутреннего кровоизлияния, и это ключ ко всему делу. Умирающий Арчер поднялся на второй этаж, даже не зная, что он уже смертельно ранен. В своей комнате он снял пиджак и жилет, надев пижамную куртку. Он подошёл к окну и поднял жалюзи. Увидев в окне живого Арчера, которого считал уже мёртвым, убийца пришёл в шок. Он решил вернуться в дом к Арчеру и закончить дело.
Сильно ослабленный Арчер садится в кресло и начинает снимать ботинки, и в этот момент он умирает. Тем временем в дом приезжает Брисбейн с собственным, чётко продуманным планом убийства своего брата. Он проходит в библиотеку, берёт из стола пистолет Арчера и кладёт его в карман. Выключив свет, он выходит из комнаты, вешает свою трость в прихожей и направляется на второй этаж к комнате Арчера. Когда он видит брата в кресле, то решает, что тот заснул. Он достаёт пистолет и стреляет в Арчера. Тем временем возвращается убийца, чтобы закончить дело. Брисбейн закрывает окно, опускает жалюзи, и аккуратно кладёт пистолет в руку Арчера, имитируя самоубийство. Затем он подходит к двери, и с помощью верёвки и пары крючков закрывает дверь на защёлку с другой стороны. Это приём он вычитал в книге «Нераскрытые убийства». Когда Брисбейн спускается по лестнице вниз, убийца, приняв его в темноте за Арчера, бьёт его кинжалом в спину. Затем он прячет тело Брисбейна в стенном шкафу. Как предполагает Вэнс, возможно, до следующего утра она даже не знал, что убил другого человека.
Далее Вэнс заявляет, что любой из семерых подозреваемых мог это сделать, однако у него нет улик, чтобы обвинить кого-либо персонально, и он предлагает всех отпустить. После того, как Маркэм даёт соответствующую команду, Вэнс незаметно звонит кому-то с просьбой кого-то сильно разозлить. Когда все уже спустились в библиотеку, Дорис по телефону просит привезти её добермана из ветеринарной больницы. В этот момент Томас и Хильда демонстративно заказывают каюту на корабле, отплывающем в полночь. Услышав это, Рид говорит, что не даст им сбежать. Он собирается ударить Томаса, но тот бьёт его первым, сбивая с ног. Поднявшись, Рид хватает кочергу и приближается к Томасу и Хильде, и в этот момент доберман бросается на него. Вэнс оттаскивает собаку, спрашивая у Рида, почему он убил Арчера. Тот говорит, что не хотел убивать его убивать, а просто при разговоре о браке с Хильдой потерял голову и ударил Арчера кочергой. Брисбейна же он действительно убил по ужасной ошибке, а вот кого он действительно хотел убить, так это Томаса. Вэнс заявляет Риду, что тот совершил свою самую страшную ошибку, когда схватил кочергу на глазах у добермана. Вэнс благодарит Томаса, который по его просьбе разыграл сцену с Хильдой и спровоцировал Рида. А остальное сделал доберман.

## В ролях
- Уильям Пауэлл — Фило Вэнс
- Мэри Астор — Хильда Лейк
- Юджин Паллетт — детектив Хит
- Ральф Морган — Рэймонд Рид, секретарь
- Роберт Макуэйд — окружной прокурор Маркэм
- Роберт Бэррат — Арчер Коу
- Фрэнк Конрой — Брисбейн Коу
- Этьен Жирардо — доктор Доремус
- Пол Кэвэна — сэр Томас Макдональд
- Хелен Винсон — Дорис Делафилд
- Джек Ля Ру — Эдуардо Грасси
- Джеймс Ли — Лян
- Артур Хол — Гэмбл, дворецкий

## Создатели фильма и исполнители главных ролей
Родившийся в Венгрии режиссёр Майкл Кёртис начал ставить фильмы на родине в 1913 году, а с 1927 года стал работать в Голливуде. Работая, по словам историка кино Фрэнка Миллера, «в соответствии со стремительным производственным графиком студии Warner Bros., он стал выпускать по нескольку фильмов в год, большинство из которых легко забывались». Его первой заметной картиной стала хоррор-мелодрама «Безумный гений» (1931), за которой в 1932 году последовали драма «Хижина в хлопчатнике» (1932), тюремная драма «20 000 лет в Синг-Синге» (1932) и хоррор-комедия «Доктор Икс» (1932). В 1933 году, по словам Миллера, Кёртис «продолжил своё восхождение к вершине в Warner Bros.», поставив шесть картин, среди которых выделялись классическая история ужасов «Тайна музея восковых фигур» (1933) и детектив «Дело об убийстве в питомнике» (1933), который стал первым фильмом студии об известном светском сыщике Фило Вэнсе. В 1936—1943 годах Кёртис четырежды номинировался на «Оскар» как лучший режиссёр, а в 1944 году получил эту награду за фильм «Касабланка» (1942).
Этот фильм стал четвертым, в котором Уильям Пауэлл сыграл популярного детектива Фило Вэнса. Предыдущие фильмы «Дело об убийстве канарейки» (1929), «Дело об убийстве Грина» (1929) и «Дело об убийстве Бенсона» (1930) были произведены студией Paramount Famous Lasky Corp. Кроме того, в фильме этой студии «Парамаунт на параде» (1930) Пауэлл сыграл Вэнса в пародии на детективные фильме под названием «Убийство выйдет наружу». По мнению Миллера, этот фильм, «казалось, был для Пауэлла чем-то вроде шага назад». Когда в 1931 году Пауэлл переходил с Paramount в Warner Bros., ему пообещали лучший материал, право одобрения сценария и больше денег. Но за время своего пребывания там он снялся только в одном другом выдающемся фильме — трагической романтической драме «Проход в одну сторону» (1932) с Кэй Фрэнсис. Разочарованный своими перспективами в Warners, в 1934 году Пауэлл перешел на Metro-Goldwyn-Mayer. В том же году MGM превратила его в одну из главных звёзд Голливуда в роли ещё одного искушенного аристократического сыщика, Ника Чарльза в фильме «Тонкий человек» (1934) с Мирной Лой в роли его партнёрши как в личной жизни, так и в расследованиях. Фильм «Тонкий человек» принёс Пауэллу его первую номинацию на «Оскар», за которой последуют ещё две — в 1937 году за фильм «Мой слуга Годфри» (1936) и в 1948 году — за фильм «Жизнь с отцом» (1947).
Мэри Астор более всего известна по фильмам «Маленький великан» (1933), «Додсворт» (1936), «Мальтийский сокол» (1941), «Приключения в Палм-Бич» (1942), «Встреть меня в Сент-Луисе» (1944) и «Акт насилия» (1948). В 1942 году она завоевала «Оскар» за роль второго плана в фильме «Великая ложь» (1941).

## История создания фильма
Это был четвёртый фильм в котором Уильям Пауэлл появился в роли героя романов С. С. Ван Дайна, аристократического детектива-любителя Фило Вэнса. И этот фильм стал последним, где Пауэлл сыграл эту роль.
Фильм вышел на экраны 28 октября 1933 года.
В титрах фильма указано: «Уильям Пауэлл возвращается в роли Фило Вэнса в деле об убийстве в питомнике».
По словам Миллера, «благодаря Кертису картина принесла неожиданную прибыль в размере почти 400 000 долларов».
В 1940 году на фильм был сделан ремейк под названием «Вызов Фило Вэнса» (1940) с Джеймсом Стивенсоном в роли Вэнса и добавлением к сюжету темы Второй мировой войны.

## Оценка фильма критикой
Как написал после выхода фильма кинообозреватель «Нью-Йорк Таймс» Мордант Холл, «Уильяма Пауэлла, чей опыт в экранных криминальных делах не имеет себе равных, снова можно увидеть в роли чрезвычайно успешного героя С. С. Ван Дайна, Фило Вэнса». По словам критика, в этой «остроумной и всегда интересной истории» Пауэлл в роли Вэнса предстаёт «в обычном для себя умном и учтивом образе». Кроме того, по мнению Холла, Юджин Паллетт превосходно играет сержанта Хита, Этьен Жирардо великолепен в образе коронерского врача, также украшают фильм актёрские работы Артура Хола в образе зловещего дворецкого, и Мэри Астор, которая очаровательная в роли племянницы Арчера.
Как отметил современный историк кино Хэл Эриксон, этот фильм «часто и справедливо называется образцом детективного жанра в кино». Историк кино Ричард Гиллиам со своей стороны добавляет, что это «пятый фильм о Фило Вэнсе, но он, безусловно, лучший из всех, и он оказал влияние на стимулирование производства других подобных запутанных, сложных детективных фильмов». Гиллиам отмечает, что «фильм является хорошим примером высоких производственных стандартов Warner Bros. в звуковую эпоху». Сценарий фильма «представляет собой крепкий детектив с убийством, наполненный интересными персонажами, хорошо сыгранными безупречным актёрским составом». При этом «большая часть многословия романа Ван Дайна в фильме отсутствует, что позволяет оживить историю», которую «чётко и сильно поставил надежный Майкл Кёртис».
Историк кино Стив Льюис полагает, что «со всех точек зрения, это довольно хорошая адаптация оригинального романа о Фило Вэнсе, и, возможно, даже слишком хорошая». По его мнению, нелегко перенести все основные сюжетные моменты 300-страничной книги в фильм продолжительностью всего 80 минут. Тем не менее, «режиссер Майкл Кертис обеспечивает быстроту движения даже в самых скучных моментах. Все актёры более чем грамотно играют свои роли, начиная с Уильяма Пауэлла, который как будто был создан для того, чтобы играть подобных изысканных и вежливых персонажей». Фрэнк Миллер отметил, что этим фильмом «Кёртис доказал, что является экспертом в том, как заставить актёров выкладываться на все сто», а «Пауэлл показал свою лучшую игру за год при сильной поддержке Мэри Астор и Юджина Паллетта».